# Эрзинджанская операция
Эрзинджанская операция 1916 — наступательные действия Русской Кавказской армии против армии Османской империи в марте-мае 1916 года на Кавказском фронте Первой мировой войны.

## Предыстория
В феврале-апреле 1916 года российским войскам под командованием Н. Юденича удалось взять города Эрзурум, Муш и Трапезунд. Последний был очень выгодным портом, позволявшим доставить морским путём подкрепления на Кавказский фронт. 16 (29) мая 1916 турки предприняли наступление, вынудившее русские войска оставить Мамахатун.

## Соотношение сил

### Русская армия
На правом фланге располагался 5-й Кавказский армейский корпус (вдоль шоссе Трапезунд-Гюмюшхане). Левее (южный склон Понтийских гор) — 2-й Туркестанский. В районе Ашкале располагался 1-й Кавказский армейский корпус.

### Турецкая армия
Напротив русского 5-го корпуса турки поставили свой 5-й, состоящий из 3-х дивизий. А напротив русского 2-го Туркестанского турки поставили свой 10-й.

## Ход сражения
Энвер-паша приказал 3-й армии, состоявшей под командованием Вехип-паши, вновь завоевать Трапезунд. 13 (26) июня 1916 5-й корпус турецкой армии перешёл в наступление в направлении Офа. Расстояние от места дислокации турецкой армии до города Оф равнялось 5 дням пути, что по нормам того времени соответствовало 150 км. 19 июня (2 июля) 1916 Юденич предпринял контрнаступление с целью отсечь рвущийся к морю турецкий корпус с флангов. 27 июня (10 июля) 1916 Дербентский полк русской армии занял Мамахатун. 2 (15) июля 1916 русские войска заняли Байбурт. 10 (23) июля 1916 русские силами 2-го Туркестанского корпуса взяли Келькит. 12 (25) июля 1916 русские войска (39-я дивизия Ляхова) вошли в оставленный турками Эрзинджан. В результате отступления 3-я армия турок была выведена из участия в военных действиях до конца года.